# Antoni Loster
Antoni Władysław Loster (ur. 13 czerwca 1867, zm. ?) – pułkownik artylerii Wojska Polskiego, działacz katolicki, społeczny i polityczny, publicysta.

## Życiorys
Antoni Władysław Loster urodził się 13 czerwca 1867. W dniach 21–28 czerwca 1887 zdał egzamin dojrzałości w C. K. IV Gimnazjum we Lwowie.
Został oficerem c. i k. Armii. W maju 1894 został awansowany do stopnia porucznika artylerii. Na początku XX wieku pełnił stanowisko sekretarza Ambasady Austro-Węgier w Petersburgu. Na stopień kapitana został mianowany ze starszeństwem z 1 maja 1903 roku. W 1914 roku był urlopowany, a jego oddziałem macierzystym był Pułk Haubic Polowych Nr 11.
Uczestniczył w I wojnie światowej. Na stopień majora awansował ze starszeństwem z 1 listopada 1914 roku. Na stopień podpułkownika został mianowany ze starszeństwem z 1 lutego 1917 roku. Pozostawał wówczas w stanie armii, grupa I, i był przydzielony do jednej z komend obwodowych.
Po odzyskaniu przez Polskę niepodległości Dekretem Naczelnego Wodza Wojsk Polskich z 23 stycznia 1919 został przyjęty do Wojska Polskiego w stopniu podpułkownika jako oficer byłej armii austro-węgierskiej i przeniesiony do rezerwy WP z dnia 1 listopada 1918. 6 czerwca 1921 roku został przydzielony do Powiatowej Komendy Uzupełnień Gniezno na stanowisko komendanta z równoczesnym wcieleniem do 12 Pułku Artylerii Polowej.
Z dniem 1 listopada 1921 został przeniesiony w stan spoczynku. Mieszkał w Gnieźnie. Współpracował z gnieźnieńskim Towarzystwem Wiedzy Wojskowej, gdzie wygłaszał odczyt w 1925. Został wiceprezesem założonego 3 listopada 1921 Towarzystwa Byłych Wojaków w Gnieźnie. W 1934 jako pułkownik artylerii był przydzielony do Oficerskiej Kadry Okręgowej nr VII jako oficer w dyspozycji dowódcy OK VII i pozostawał wówczas w ewidencji Powiatowej Komendy Uzupełnień Poznań Miasto.
Był aktywnym działaczem na niwie katolickiej. Publikował – na tematy zarówno katolickie jak i gospodarczo-ekonomiczne – publikował na łamach „Postępu”, „Myśli Narodowej”, „Orędownika Wrzesińskiego”, „Przewodnika Katolickiego”, wygłaszał także odczyty w Polskim Radio. Był prezesem Ligi Katolickiej przy parafii pw. Świętej Trójcy w Gnieźnie. Był członkiem zarządu głównego Lig Katolickich Parafialnych Archidiecezji Gnieźnieńskiej i Poznańskiej. W latach 20. był członkiem rady związkowej Caritas w Poznaniu, a w latach 30. członkiem zarządu Instytutu „Caritas” w Poznaniu. Został członkiem komitetu wykonawczego IX Zjazdu Katolickiego w Zbąszyniu 23–24 czerwca 1928, zasiadł w komitecie honorowym X Zjazdu Katolickiego w Gnieźnie, zaplanowanego na 8 września 1929, był członkiem komitetu wykonawczego IX Zjazdu Katolickiego w Zbąszyniu 20 czerwca 1931. Na przełomie lat 20./30. był prezesem Rady Wyższej (Gnieźnieńsko-Poznańskiej) Towarzystwa św. Wincentego à Paulo w Poznaniu oraz członkiem zamiejscowym rady wyższej w Warszawie, a ponadto prezesem Rad Miejscowych i Rady Centralnej w Poznaniu. W tym charakterze w sierpniu 1938 założył męskie Towarzystwo Miłosierdzia św. Wincentego à Paulo we Wrześni, stanowiące organ Akcji Katolickiej.
Był także aktywistą politycznym. 23 lutego 1922 został wybrany prezesem gnieźnieńskiego koła Chrześcijańsko-Narodowego Stronnictwa Pracy. Był także członkiem rady wojewódzkiej Chrześcijańskiej Demokracji.
W latach 30. zamieszkiwał przy ul. Romana Szymańskiego 6.
Podczas pobytu w Petersburgu zaprzyjaźnił się z siostrą zakonną Urszulą Ledóchowską, dzięki czemu później wsparł wstąpienie do Zgromadzenia Urszulanek Serca Jezusa Konającego swojej bratanicy Jadwidze Marii Loster (1909–2003).

## Ordery i odznaczenia
- Złoty Krzyż Zasługi (7 czerwca 1939)[60][61]
- Krzyż Rycerski Orderu Franciszka Józefa z dekoracją wojenną (Austro-Węgry)[10]
- Brązowy Medal Zasługi Wojskowej Signum Laudis na czerwonej wstążce (Austro-Węgry)[10]
- Krzyż za 25-letnią służbę wojskową dla oficerów (Austro-Węgry)[10]
- Brązowy Medal Jubileuszowy Pamiątkowy dla Sił Zbrojnych i Żandarmerii (Austro-Węgry)[10]
- Krzyż Jubileuszowy Wojskowy (Austro-Węgry)[10]